# Margerie-Hancourt
Margerie-Hancourt település Franciaországban, Marne megyében. Lakosainak száma 181 fő (2022. január 1.). Margerie-Hancourt Arrembécourt, Chavanges, Pars-lès-Chavanges, Brandonvillers, Chapelaine, Corbeil, Drosnay, Lignon, Outines, Saint-Utin és Somsois községekkel határos.

## Népesség
A település népességének változása:
| Lakosok száma | 301  | 229  | 231  | 206  | 206  | 199  | 181  | 173  | 170  | 181  |
|               | 1968 | 1982 | 1990 | 2006 | 2013 | 2015 | 2017 | 2019 | 2020 | 2022 |